# Абдрахман кантон
«Абдрахман кантон» — известная башкирская народная песня узун-кюй.
Первые варианты песни «Абдрахман кантон» записаны С. Г. Рыбаковым в Орском уезде Оренбургской губернии (д. Юлуково, на Султанском прииске Рамеевых у д. Кусеево, на летовке около озера Культубан). Песня с вариантами опубликована в книге С. Г. Рыбакова «Музыка и песни уральских мусульман с очерком их быта».
Варианты песни записаны учёными М. М. Валеевым, С. А. Галиным, Л. Н. Лебединским и др.
Песня имеет лирико-эпический характер, в ней прослеживается тема вероломства и предательства. Посвящена начальнику 6-го башкирского кантона (1820—1826) Абдрахману Биктимирову, который пользовался любовью и уважением народа, но по ложному доносу был обвинён в злоупотреблениях.
Песенный напев сдержан, имеет печальный характер. Выразительность песне придают широкие восходящие скачки.

## Исполнители песни
Исполнителями песни были Г. З. Сулейманов, Р. Ф. Янбеков, Айдар Галимов,  Эрнест Арсланов и др. Обработки песни «Абдрахман кантон» осуществлены композиторами Р. А. Муртазиным для скрипки с оркестром, М. З. Башировым для хора a cappella, Н. Г. Сабитовым для хора.

## Использование мелодии
Мелодия песни использована в опере «Айхылу» Н. И. Пейко, балете «Гульназира».

## Текст
Песня содержит элементы Коррупции в России. В 1798-1820гг. Аккул Биктимеров служил начальником VI-го кантона, современного Старого Сибая Баймакского района. Из-за его самоуправства и дурных нравов народ его не любил. Освобожден от должности. После него начальником VI-го кантона стал его сын Абдрахман Биктимеров. Стараясь не повторять ошибки своего отца, он относился к народу более лояльно, скрывал некоторые налоги. Его поступки не нравились некоторым богатым людям, и они написали донос (возможно, за наличие дорого украшенного седла) самому Царю. После этого вели следствие над его действиями и вынесли решение об отправке его в Сибирь. Из смысла песни следует, что седло нужно украшать только на 10 рублей, не принимать дорогие подарки, в том числе от друзей отца, видеть основу - ведь главное это лошадь, а не украшенное седло.
| Башкирский | Русский |
| --- | --- |
| Унар ғына һумлыҡ, ай, ун аҡыҡ, Егет, һалдыр эйәр ҡашыңа. Атам дуҫы тиеп ышанма, егет, Атаң дуҫы етер башыңа. Унар ғына һумлыҡ ун аҡыҡлы Эйәрең булыр, егет, ат булһа. Яҡын күргән дуҫтан яманы юҡ, Ауыр саҡта һиңә ят булһа. Унар ғына һумлыҡ, ай, ун аҡыҡ Кәрәге юҡ эйәр ҡашыңа. Атам дуҫы тиеп ышандың, егет, Шул дуҫ етте һинең башыңа... | Только лишь десять рублей, всего 10 карнеолов, Парень, присмотри за седлом, Не верь тому кто говорит что он друг отца, Друг отца погубит твою голову, Только лишь десять рублей, всего 10 карнеолов, Будет седло, если будет лощадь Нет угрозы от близкого друга, Пока в тяжелое время он не отвернется от тебя Только лишь десять рублей, всего 10 карнеолов, Нет нужды присматривать за седлом тебе теперь, Ты же поверил тому кто назвался другом отца, Этот друг осиротил твою голову.. |